# The Checkers (banda japonesa)
The Checkers (チェッカーズ) foi uma banda de pop-rock japonês de grande sucesso na década de 1980. Era formada por Fumiya Fujii (voz e vocais), Masaharu Tsuruku (voz e vocais), Yoshihiko Takamoku (voz e vocais), Tohru Takeuchi (guitarra e vocais), Yuji Ohdoi (baixo e vocais), Yoshiya Tokunaga (bateria e vocais) e Naoyuki Fujii (sax, voz e vocais).

## Carreira
Ao longo da carreira, acumularam muitos sucessos, como as canções "Giza giza heart no komori uta", "Namida no request", "Yoake no breath","Julia ni heartbreak", "Song for USA", "Sunaoni I´m sorry", "Cherrie", "Present for you" e várias outras. Os primeiros hits foram assinados por compositores de fora da banda, mas aos poucos a marca autoral dos Checkers foi se impondo. Na parte criativa, as letras ficavam a cargo de Fumiya, enquanto a maioria das melodias ficava a cargo de Takeuchi (o líder da banda), Ohdoi, Tsuruku e Naoyuki.
O grupo se separou em 1992, com o início da bem-sucedida carreira solo de Fumiya. O astro também formou a dupla F-BLOOD com seu irmão Naoyuki, o segundo mais famoso ex-integrante dos Checkers.
O principal sucesso de Fumiya após a separação do The Checkers foi "True Love".
Fumiya afirmou, em 2017, que "é dificil reunir o The Checkers, pois alguns já não estão tocando mais".

## Membros
- Fumiya Fujii - vocais
- Naoyuki Fujii - vocais, saxofone
- Masaharu Tsuruku - vocais
- Yoshihiko Takamoku - vocais
- Tohru Takeuchi - guitarra, vocais
- Yuji Ohdoi - baixo, vocais
- Yoshiya Tokunaga - bateria, vocais